# Ahmed Bennani
Pour les articles homonymes, voir Bennani.
Ahmed Bennani, né le 12 décembre 1926 à Fès et mort le 6 août 2009 à Rabat à l'âge de 80 ans, est une personnalité politique marocaine. Ministre à 4 reprises, gouverneur de Bank-Al-Maghrib (Banque centrale du royaume du Maroc), directeur général de la CDG (Caisse de dépôt et de gestion) au Maroc, il a été secrétaire d’État chargé du Commerce, de l’Industrie moderne, des Mines et de la Marine marchande et de l’artisanat dans le gouvernement Bahnini.

## Biographie
Il a effectué ses études à l'École supérieure de commerce de Paris en 1951 puis une licence en droit à la faculté de droit à Paris l'année suivante. En 1954, il complète sa formation avec un diplôme d'expertise comptable.
En 1953, il intègre Shell France. En novembre 1956, il est chef de cabinet du ministre d'État Ahmed Réda Guédira. En novembre 1957, il est directeur de cabinet du ministre de la défense Mohamed Zeghari. En janvier 1958, il est directeur de l’inspection et du contrôle financier au ministère des Finances. Février 1959, il est directeur des régies financières. En 1961, il est propulsé secrétaire général au ministère des Finances. En décembre 1963, il est secrétaire d’État au ministère du Commerce, de l’Industrie, des Mines et de la Marine marchande. En 1965, il est secrétaire d'État au cabinet royal chargé des Affaires économiques. De 1965 à 1966, il est nommé directeur général à la Caisse de dépôt et de gestion (CDG). De 1967 à 1968, il est secrétaire d’État aux Affaires économiques auprès du Premier ministre. En 1968, il est vice-gouverneur de Bank Al-Maghrib. Il devient à la tête de cette institution, en tant que gouverneur de Bank-Al-Maghrib, du 1er avril 1985 jusqu'en octobre 1989.

## Autres attributions
- Vice-président de la Banque nationale pour le développement économique (BNDE).
- Vice-président de la Banque marocaine pour le commerce extérieur (BMCE).
- Vice-président de la Banque centrale populaire (BCP).
- Administrateur de la Caisse marocaine des marchés.
- Administrateur de la Compagnie marocaine de navigation (COMANAV).
- Membre fondateur et membre du conseil de l'Union de banques arabes et françaises (UBAF):
  - Administrateur  UBAF Paris
  - UBAF Bank Ltd, Londres
  - UBAF Arab American Bank, New York
  - UBAF Tunis
  - UBAE Arab Italian Bank, Rome
  - ALUBAF Arab International Bank, Bahreïn
  - Gouverneur au Fonds monétaire international (FMI)
  - Membre fondateur de l’Association des banques centrales africaines
  - Membre fondateur de l’Association des banques centrales arabes
  - Membre fondateur du Fonds monétaire arabe

## Décorations
- Officier de l’ordre du Trône en 1970.
- Le 5 mars 1987 : décoration par le roi Hassan II de commandeur de l’ordre du « Ouissam El Arch », lors de l’inauguration de Dar Assikah (Unité d’impression de valeurs monétaires).